# Băldoaie mare
Băldoaie mare este un vechi soi românesc de struguri.